# Tiegemberg
De Tiegemberg is een heuvel in Tiegem bij Anzegem. Met een hoogte van 82 meter is het een van de hoogste toppen in het interfluvium van Schelde en Leie. De kleiige ondergrond bood weerstand aan de erosie, waardoor deze getuigenheuvel kon ontstaan. In de zuidelijke helling is een spleetvormig dal uitgeslepen, waar een bron ontspringt. Hier ligt ook het cultuurhistorisch belangwekkende Sint-Arnolduspark.
Op de Tiegemberg staat de Bergmolen.

## Wielrennen
De helling wordt ook wel Vossenhol genoemd. In de jaren 60 van de 20e eeuw werd de weg naar de top geasfalteerd, daarvoor was het een kasseiweg. De helling is 23 maal (1919-1931, 1950, 1991-1996, 2011, 2013, 2015) opgenomen in de Ronde van Vlaanderen. De helling werd in deze Rondes altijd als eerste beklommen, gevolgd door de Kwaremont (1919-1927, 1929-1931, 1950 en 1992), de Oude Kwaremont (1991, 2015), de Kluisberg (1993-1996), de Nokereberg (2011) of de Taaienberg (2013). Een uitzondering was 1928, toen de helling als tweede van drie hellingen werd beklommen tussen de Kwaremont en de Kruisberg.
Tijdens het wereldkampioenschap van 1957 en het Belgisch kampioenschap van 2020 werd de Tiegemberg meermaals bedwongen.
Ook is de Tiegemberg opgenomen geweest in Gent-Wevelgem, in totaal vijf maal (1935, 1945, 1946, 1960 en 1977). Tevens wordt de helling vaker beklommen in de E3 Harelbeke, Kuurne-Brussel-Kuurne, Dwars door Vlaanderen, de Driedaagse van De Panne-Koksijde, de Driedaagse van West-Vlaanderen, Nokere Koerse, de Omloop Het Volk voor vrouwen en in de plaatselijke omlopen van Halle-Ingooigem.
De helling zit ook in de recreatieve fietsroutes LF Vlaanderenroute en LF Heuvelroute.